# Benedikt Gröndal
Benedikt Sigurðsson Gröndal (Önundarfjörður, 7 juli 1924 - Reykjavik, 20 juli 2010) was een IJslands politicus en premier voor de sociaaldemocraten (Alþýðuflokkurinn).
Gröndal was minister van Buitenlandse Zaken in de periode 1978-1980 en dit bleef hij ook tijdens zijn ambtstermijn als premier van 15 oktober 1979 tot 8 februari 1980, wat de tweede sociaaldemocratische regering was van IJsland sinds de Tweede Wereldoorlog. Hij was van 1956 tot 1992 lid van het Alding (het IJslandse parlement) en leidde zijn partij van 1974 tot 1980. Na zijn vertrek uit de politiek in 1982 werd Gröndal benoemd tot ambassadeur in Zweden en was hij vanuit de ambassade in Stockholm ook de IJslandse ambassadeur voor Finland. Nadien werd hij ambassadeur in het Verre Oosten, waaronder in Australië, China, Indonesië, Japan en Zuid-Korea). Na twee jaar als vertegenwoordiger bij de Verenigde Naties te hebben gewerkt, ging Gröndal in 1991 met pensioen.